# 井上俊
井上 俊（いのうえ しゅん、1938年9月8日 - ）は、日本の社会学者。大阪大学名誉教授。専門は、文化社会学・社会心理学・社会学。宮城県仙台市生まれ。
1976年には、桑原武夫、鶴見俊輔、多田道太郎、津金沢聡広らと現代風俗研究会を創設（桑原が初代会長）。

## 略歴

### 学歴
- 1951年3月 東北大学教育学部附属小学校卒業
- 1954年3月 東北大学教育学部附属中学校卒業
- 1957年3月 宮城県仙台第二高等学校卒業
- 1958年4月 京都大学文学部入学
- 1963年
  - 3月 京都大学文学部哲学科社会学専攻卒業
  - 4月 京都大学大学院文学研究科社会学専攻修士課程入学
- 1965年
  - 3月 京都大学大学院文学研究科社会学専攻修士課程修了
  - 4月 京都大学大学院文学研究科社会学専攻博士課程進学
- 1967年3月 京都大学大学院文学研究科社会学専攻博士課程中退

### 職歴
- 1967年 京都大学文学部助手
- 1970年 神戸商科大学商経学部専任講師
- 1972年 大阪大学教養部助教授
- 1980年 大阪大学教養部教授
- 1984年 大阪大学人間科学部教授
- 1996年4月 京都大学大学院文学研究科教授（行動文化学専攻　社会学講座）
- 2002年3月 京都大学退職
- 2002年4月 甲南女子大学人間科学部行動社会学科教授

#### 学外における役職
- 日本社会学会会長

## 受賞歴
- 1977年 城戸浩太郎賞
- 2018年 瑞宝中綬章[2]

## 著書

### 単著
- 『死にがいの喪失』（筑摩書房、1973年）
- 『遊びの社会学』（世界思想社、1977年）
- 『遊びと文化 風俗社会学ノート』（アカデミア出版会、1981年）
- 『悪夢の選択 文明の社会学』（筑摩書房、1992年）
- 『スポーツと芸術の社会学』（世界思想社、2000年）
- 『武道の誕生』（吉川弘文館、2004年）

### 共編著
- 『うその社会心理 人間文化に根ざすもの』（仲村祥一との共編、有斐閣<有斐閣選書>、1982年）
- 『地域文化の社会学』（世界思想社、1984年）
- 『命題コレクション社会学』（作田啓一との共編 、筑摩書房、1986年）
- 『風俗の社会学』（世界思想社、1987年）
- 『社会学入門』（大村英昭との編著、放送大学教育振興会、1991年）
- 『現代文化を学ぶ人のために』（ 世界思想社、1993年）
- 『スポーツ文化を学ぶ人のために』（亀山佳明との共編、世界思想社、1999年）
- 『自己と他者の社会学』（船津衛との共編、有斐閣、2005年）
- 『文化社会学入門』（長谷正人との共編、ミネルヴァ書房、2010年）

### 訳書
- J.B.メーズ『われらみな犯罪者か 犯罪と社会構造』（仲村祥一との共訳 、雄渾社、1969年）
- D.W.プラース『日本人の生き方 現代における成熟のドラマ』（杉野目康子との共訳、岩波書店、1985年）
- ランドル・コリンズ『脱常識の社会学 社会の読み方入門』（磯部卓三との共訳、岩波書店、1992年）